# Zhou Peng
Zhou Peng (周鹏S, Zhōu PéngP; Jinzhou, 11 ottobre 1989) è un cestista cinese.

## Carriera
Con la Cina ha disputato due edizioni dei Giochi olimpici (Londra 2012, Rio de Janeiro 2016), i Campionati mondiali del 2010 e tre edizioni dei Campionati asiatici (2013, 2015, 2017).